# Yokohama B-Corsairs
Lo Yokohama B-Corsairs (横浜ビー・コルセアーズ) è una società cestistica avente sede a Yokohama, in Giappone. Fondata nel 2010, gioca in B.League.

## Storia
I Yokohama B-Corsairs entrarono nella Bj league nella stagione 2011–2012 come una delle quattro squadre di espansione, facendo crescere il numero totale di squadre da 16 a 20. Nella loro prima stagione conclusero al secondo posto nella Eastern Conference, guidati dall’MVP della lega Justin Burrell. L’ex giocatore NBA, Reggie Geary, vinse il premio di allenatore dell’anno. Nei playoff terminarono al terzo posto assoluto, perdendo la finale della Eastern Conference contro gli Hamamatsu Higashimikawa Phoenix ma conquistarono la medaglia di bronzo battendo i Kyoto Hannaryz nella partita per il terzo posto.

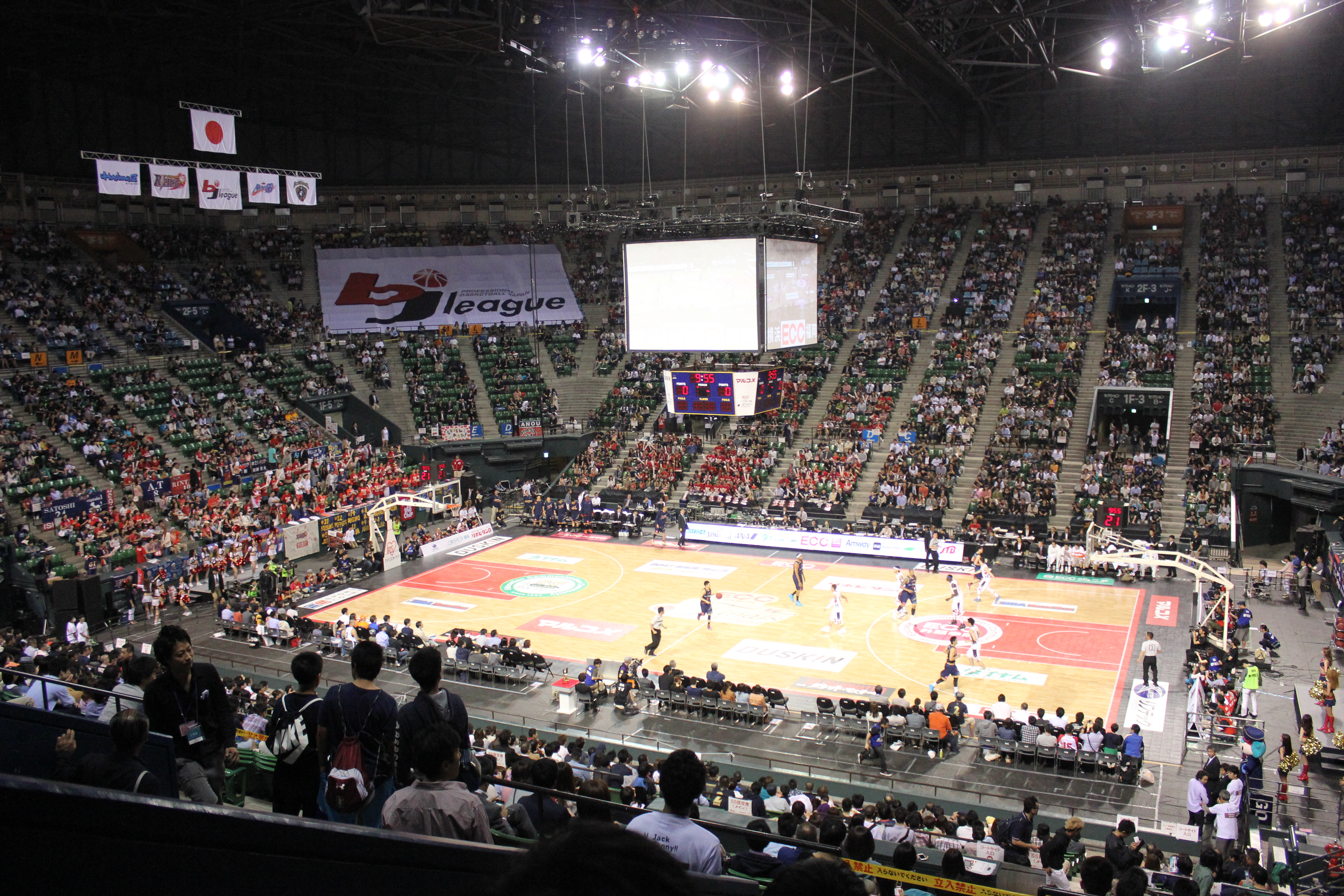
I B-Corsairs durante le finali della Bj league 2012-13

Nella stagione successiva i B-Corsairs vinsero il titolo della Bj league 2012-13, sconfiggendo i Rizing Fukuoka nella finale. Dopo aver concluso nuovamente al secondo posto nella Eastern Conference, superarono la capolista Niigata Albirex BB nella finale di conference, grazie a un canestro decisivo di Draelon Burns all’ultimo secondo di gioco. Con questa vittoria, Geary divenne il primo allenatore straniero a vincere un titolo nella Bj league. Il capitano della squadra, Masayuki Kabaya, fu nominato MVP dei playoff.
Il successo iniziale del club ebbe un costo finanziario. Durante la pausa estiva successiva alla vittoria del campionato, fu riportato che la squadra era in difficoltà economiche e la proprietà cambiò. Reggie Geary lasciò il club per unirsi ai Chiba Jets e anche i giocatori stranieri dei B-Corsairs firmarono con altre squadre in Giappone. L’assistente di Geary, Michael Katsuhisa, divenne capo allenatore e Taketo Aoki si ritirò come giocatore per diventare assistente allenatore. 

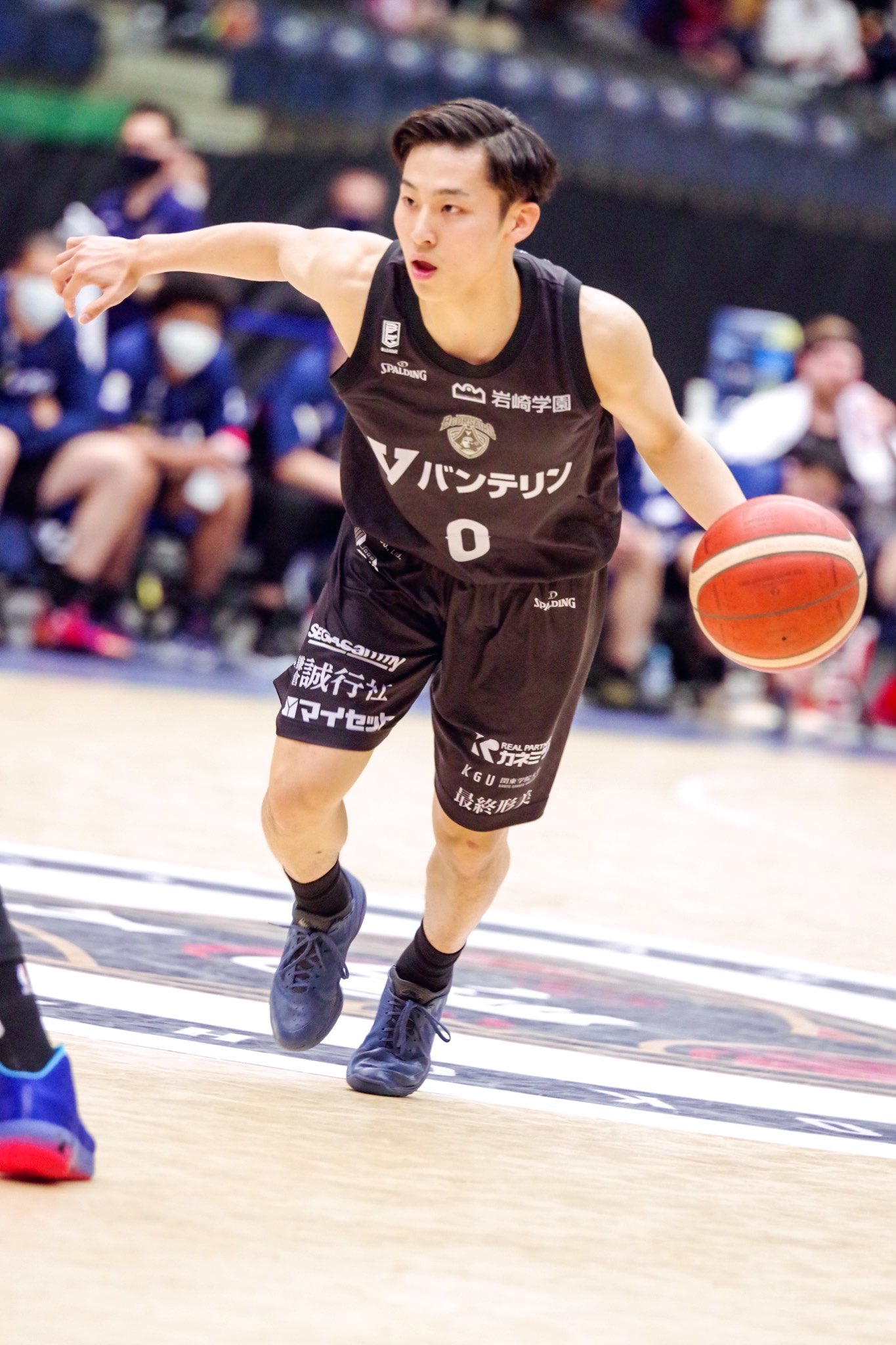
Yuki Kawamura, protagonista con la maglia dei B-Corsairs dal 2020 al 2024.

I giocatori stranieri Wayne Marshall, Marquise Gray e Omar Reed si unirono alla squadra. La stagione 2013–14 iniziò piuttosto bene per il club, che era in corsa per i playoff con un record di 16–17, ma la squadra calò nella seconda parte dell’anno e concluse con un bilancio di 24–28, mancando l’accesso ai playoff per la prima volta.
Katsuhisa rimase capo allenatore anche per la stagione 2014–15 e la squadra fu nuovamente guidata da Kabaya e Marshall. Furono aggiunti come stranieri Dzaflo Larkai, Carl Hall e Warren Niles. Kenji Yamada fu nominato capitano, sebbene Kabaya fosse ancora presente nella rosa. Tuttavia, la squadra faticò per tutta la stagione, anche a causa dell’infortunio di Marshall, che saltò un quarto delle partite. Conclusero al decimo posto nella Eastern Conference con un bilancio di 18 vittorie e 34 sconfitte.
Al termine della stagione 2014–15 Katsuhisa lasciò il club e Aoki divenne capo allenatore. Marshall lasciò il club e fu rimpiazzato da Jordan Henriquez. Cory Johnson ed Emanuel Willis furono anch’essi aggiunti al roster, ma Willis fu rilasciato dopo sei partite della stagione 2015–16. Yamada continuò nel ruolo di capitano per il secondo anno consecutivo. Satoshi Hisayama, presente nel club sin dalla fondazione nel 2011 ma rilasciato al termine della stagione precedente, tornò a fine ottobre per sostituire Willis. L’ala piccola Ryoichi Ishitani, che era stato nel gruppo di allenamento dei B-Corsairs dalla stagione 2014–15, con una precedente breve apparizione nella squadra principale tra novembre 2014 e febbraio 2015, firmò un contratto a tempo pieno e fu inserito nella rosa principale a febbraio 2016. Dopo aver registrato un bilancio di 16 vittorie e 14 sconfitte nei primi quattro mesi della stagione, la squadra crollò, riuscendo a vincere solo due delle successive venti partite. Concluse la stagione al decimo posto nella Eastern Conference per il secondo anno consecutivo. Alla fine della stagione, il club annunciò che non avrebbe rinnovato i contratti di Hall e Johnson.

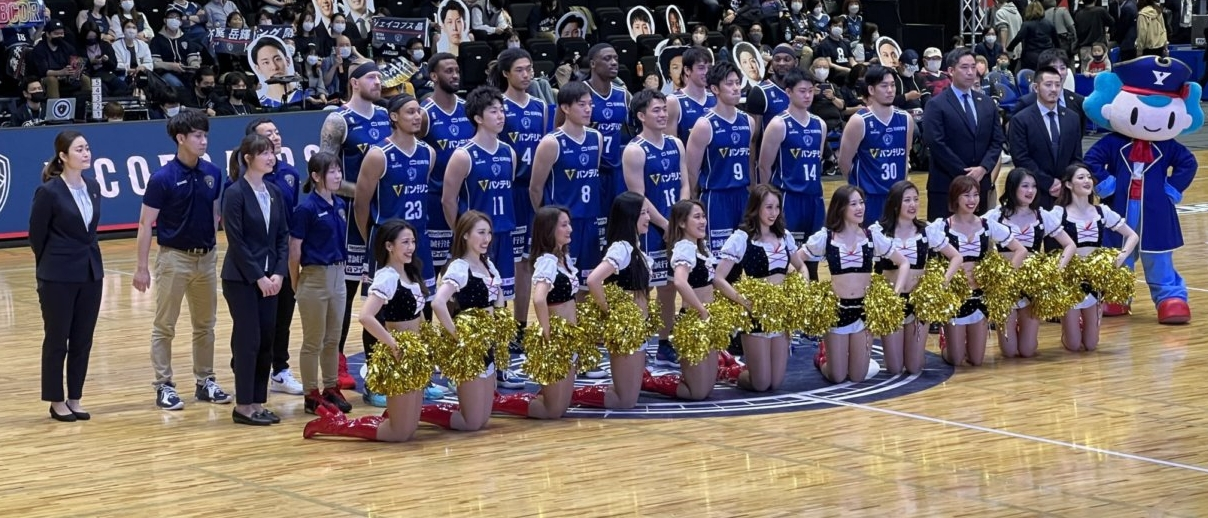
Il roster 2021-2022 dei B-Corsairs

Da settembre 2016, i B-Corsairs partecipano alla Prima Divisione della B.League, una nuova competizione a tre divisioni nata dalla fusione tra la Bj league e la National Basketball League. Durante la pausa estiva, Hisayama, che era stato con il club fin dalla fondazione, annunciò il ritiro come giocatore e si unì agli Shimane Susanoo Magic come allenatore sotto la guida di Katsuhisa. Yamada fu nominato capitano per il terzo anno consecutivo. Tra gli acquisti estivi ci furono i free agent Jeff Parmer (precedentemente agli Shiga) e Faye Pape Mour (proveniente da Niigata), così come l’americano Jason Washburn, che precedentemente giocava nella lega kosovara in Europa.

## Arena

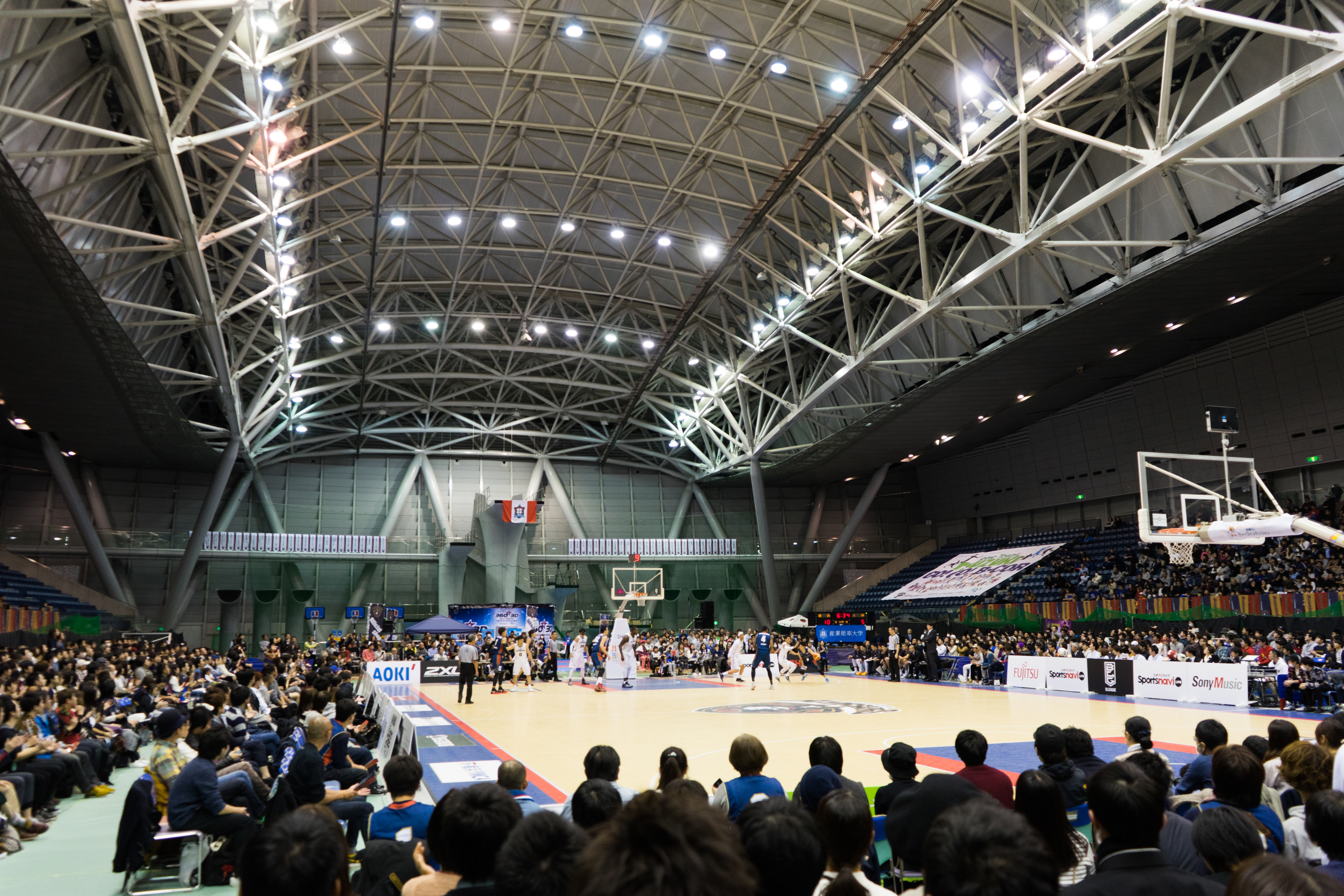
La Yokohama International Swimming Pool, durante una partita della stagione 2016

La Yokohama International Swimming Pool è un moderno impianto sportivo multifunzionale situato a Yokohama, nella prefettura di Kanagawa, in Giappone. Situata nel quartiere di Tsuzuki-ku, la struttura è facilmente raggiungibile tramite trasporto pubblico, grazie alla vicinanza con la stazione di Kita-Yamada della linea metropolitana Yokohama City Green Line. Inaugurata nel 1998, può ospitare circa 5.000 spettatori, offrendo una buona visuale su tutta l’area gara; la struttura è nota per la sua versatilità: oltre ad ospitare competizioni di nuoto a livello nazionale e internazionale, durante l'autunno e l'inverno, viene montato un pavimento mobile sopra la piscina, trasformando l’impianto in un’arena coperta per sport indoor. Questo spazio è utilizzato, tra gli altri, dalla squadra di basket professionistica Yokohama B-Corsairs per le partite casalinghe nella B.League.

## Palmarès
- Bj league: 1

2012-13

## Organico attuale
Organico per la stagione sportiva 2024-2025
| Roster Yokohama B-Corsairs 2024-2025. | Roster Yokohama B-Corsairs 2024-2025. |
| Giocatori                             | Staff tecnico                         |
| ------------------------------------- | ------------------------------------- |

| N. | Naz.                   | Ruolo | Nome             | Anno | Alt.   | Peso   |  |
| -- | ---------------------- | ----- | ---------------- | ---- | ------ | ------ |  |
| 7  | Giappone (bandiera)    | AG    | Danieldan Nnanna | 1997 | 200 cm | 110 kg |  |
| 8  | Stati Uniti (bandiera) | AP    | Gary Clark       | 1994 | 198 cm | 102 kg |  |
| 9  | Giappone (bandiera)    | AP    | Yusei Sugiura    | 1995 | 196 cm | 95 kg  |  |
| 11 | Francia (bandiera)     | AG    | Damien Inglis    | 1995 | 204 cm | 112 kg |  |
| 14 | Giappone (bandiera)    | G     | Takeru Oba       | 1997 | 185 cm | 85 kg  |  |
| 15 | Filippine (bandiera)   | PG    | Kiefer Ravena    | 1993 | 183 cm | 82 kg  |  |
| 18 | Giappone (bandiera)    | PG    | Kenta Morii      | 1995 | 178 cm | 77 kg  |  |
| 21 | Estonia (bandiera)     | C     | Maik Kotsar      | 1996 | 208 cm | 122 kg |  |
| 23 | Giappone (bandiera)    | G     | Kai King         | 2000 | 178 cm | 83 kg  |  |
| 24 | Giappone (bandiera)    | G     | Hiroki Matsuzaki | 2000 | 192 cm | 95 kg  |  |
| 30 | Giappone (bandiera)    | PG    | Sudo Koya        | 1997 | 186 cm | 80 kg  |  |
| 40 | Stati Uniti (bandiera) | AG    | Josh Scott       | 1993 | 208 cm | 11 kg  |  |

| Allenatore                                                                 |
| - Lassi Tuovi                                                              |
| Assistente/i                                                               |
| - Jukka Toijala - Kenji Yamada Legenda - (C) Capitano - Infortunato Roster |

## Cestisti

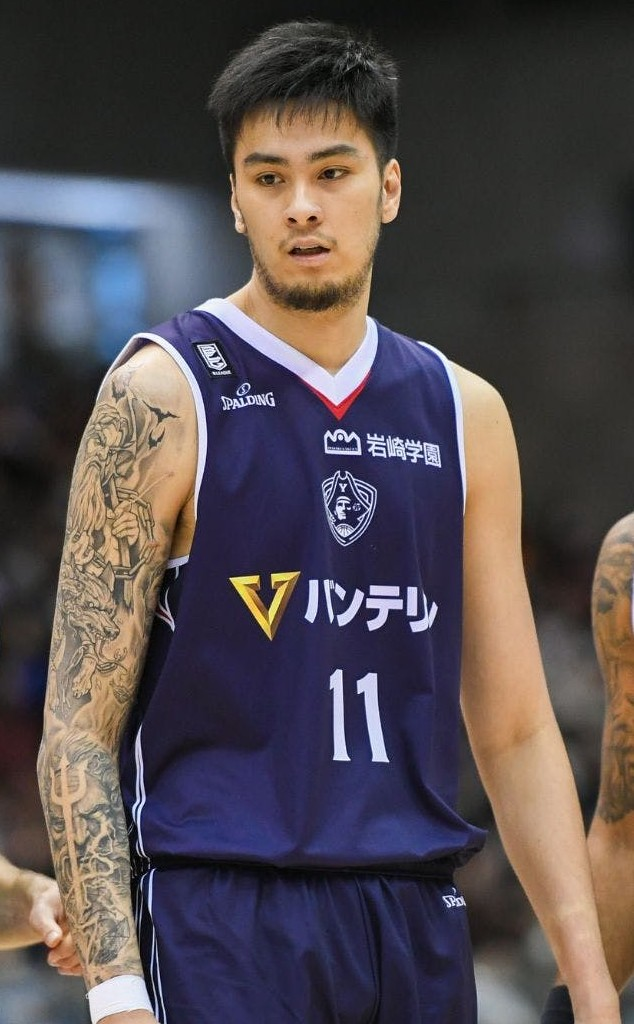
Kai Sotto, con la canotta dei Yokohama B-Corsairs

- Taketo Aoki
- Patrik Auda
- Reginald Buckner
- Justin Burrell
- Robert Carter
- Gary Clark
- Brandon Costner
- Amanze Egekeze
- Charles García
- György Golomán
- Leyton Hammonds
- Jordan Henriquez
- Jonathan Holmes
- Prince Ibeh
- Damien Inglis
- Charles Jackson
- Akira Jacobs
- Cory Johnson

- Takuya Kawamura
- Yuki Kawamura
- Thomas Kennedy
- Maik Kotsar
- Khyle Marshall
- Javon McCrea
- Will McDonald
- Warren Niles
- Devin Oliver
- Kiefer Ravena
- Josh Scott
- Marcus Simmons
- Kai Sotto
- James Southerland
- Alex Stepheson
- Hasheem Thabeet
- Jarrod Uthoff
- Jason Washburn

## Allenatori

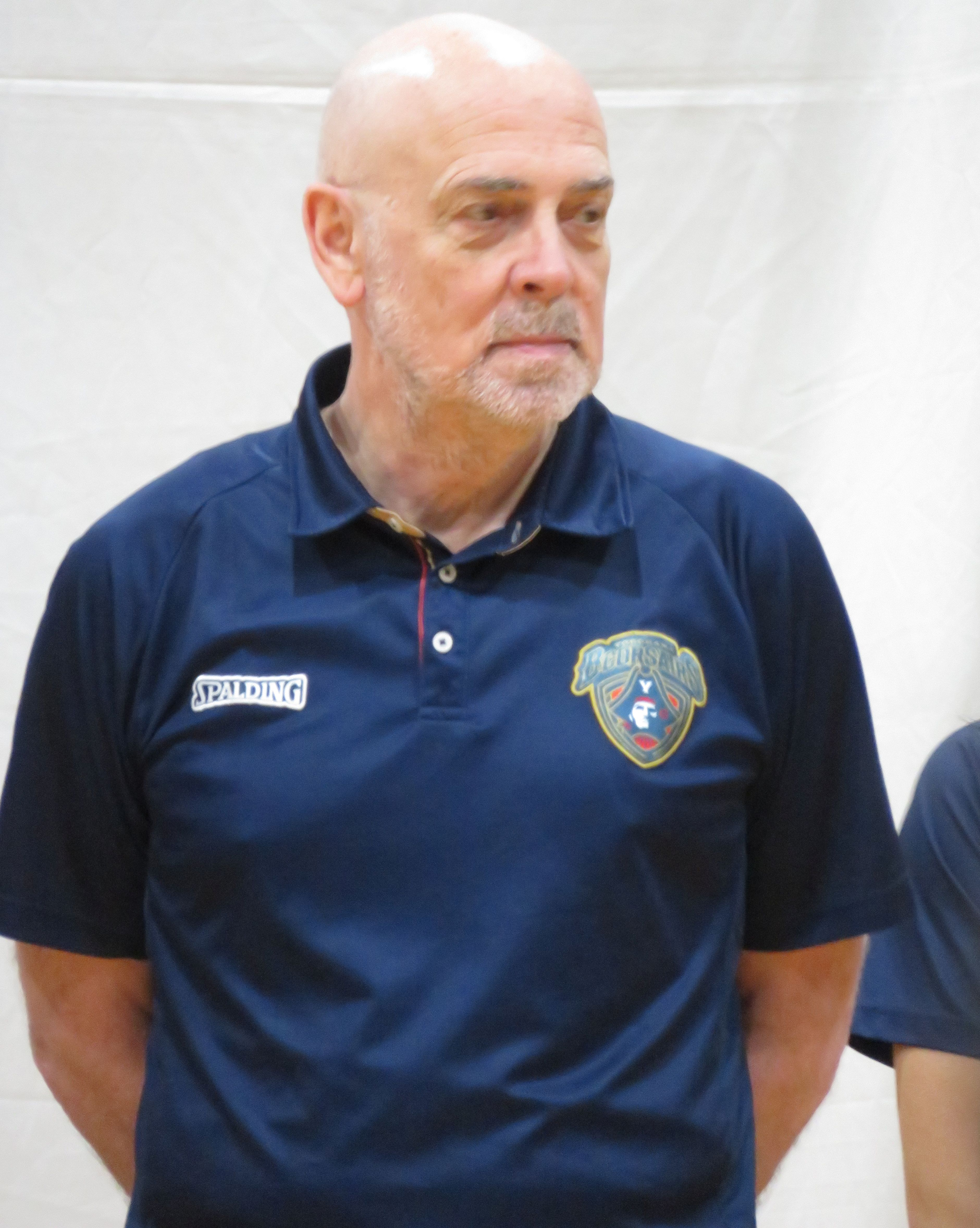
Thomas Wisman, allenatore dei Corsairs dal 2018 al 2020

| Nome              | Periodo          | Trofei                |
| ----------------- | ---------------- | --------------------- |
| Reggie Geary      | 2011 - 2013      | 1 Bj league (2012-13) |
| Michael Katsuhisa | 2013 - 2015      |                       |
| Taketo Aoki       | 2015 - 2016      |                       |
| Satoru Furuta     | 2017             |                       |
| Shota Shakuno     | 2017 - 2018      |                       |
| Thomas Wisman     | 2018 - 2020      |                       |
| Shogo Fukuda      | 2020             |                       |
| Kyle Milling      | 2020 - 2021      |                       |
| Taketo Aoki       | 2021 - 2024      |                       |
| Lassi Tuovi       | 2024 - in carica |                       |